# Kungariket Bägge Sicilierna
Kungariket Bägge Sicilierna (Neapel-Sicilien) var den största staten på den italienska halvön före Italiens enande. Riket bildades som en union mellan Kungariket Neapel och Kungariket Sicilien. 
Bägge Sicilierna varade från 1808 till 1861, då staten annekterades av Kungariket Sardinien för att bilda Kungariket Italien den 17 mars 1861. Kungarikets huvudstad var både Neapel och Palermo. Riket sträckte sig över Mezzogiorno till ön Sicilien. Kungariket var indelat i ett antal giustizierati (ental giustizierato).

## Regenter i Bägge Sicilierna
- Joachim Murat 1808–1815
- Ferdinand I av Bägge Sicilierna 1815–1825
- Frans I av Bägge Sicilierna 1825–1830
- Ferdinand II av Bägge Sicilierna 1830–1859
- Frans II av Bägge Sicilierna 1859–1861